# Abdulai Salam
Abdulai Salam (ur. 16 sierpnia 1981) – sierraleoński zapaśnik walczący przeważnie w stylu klasycznym. Brązowy medalista mistrzostw Afryki w latach 2014 – 2015. Zajął dziesiąte miejsce na igrzyskach Wspólnoty Narodów w 2018 roku.